# Vincent Porhel
Vincent Porhel, né en 1965, est un historien français, spécialiste d'histoire contemporaine entre autres spécialiste de Mai 68.

## Publications
- Vincent Porhel, Ouvriers bretons. Conflits d'usine, conflits identitaires en Bretagne dans les années 1968, Presses universitaires de Rennes, 2008.
- Vincent Porhel, Jean-Luc de Ochandiano, Lyon 68. Deux décennies contestataires, Éditions Lieux dits, Lyon, 2017.
- Vincent Porhel, Michelle Zancarini-Fournel, 68’. Révolutions dans le genre ?, Clio, no 29, Presses universitaires du Mirail, 2009.
- Vincent Porhel et Jean-Luc de Ochandiano (dir.), Lyon 68 : deux décennies contestataires, Lyon, Lieux dits, novembre 2017, 223 p. (ISBN 978-2-36219-157-2).